# Eleanor Worthington Cox
Eleanor Worthington Cox (Merseyside, 21 de junio de 2001) es una actriz británica de teatro, televisión  y por su papel de Matilda en la obra Matilda The Musical estrenada en el Cambridge Theatre en Covent Garden por el que ganó un Premio Laurence Olivier a la mejor actriz junto a Sophia Kiely, Kerry Ingram y Cleo Demetriou, transformándose, con 10 años de edad, en la actriz más joven en ganar este premio en la historia del galardón.

## Biografía
Desde 2003, a la edad de dos años, hasta 2012, Worthington Cox se formó en la Escuela de Artes Escénicas de Formby.
Antes de protagonizar Matilda, Worthington Cox formó parte del coro de una producción de Bill Kenwright de Joseph and the Amazing Technicolor Dreamcoat en el Liverpool Empire. En septiembre de 2011, Worthington Cox fue anunciada como una de las cuatro chicas que interpretarían el papel principal de Matilda en Matilda the Musical junto con: Cleo Demetriou; Kerry Ingram; y Sophia Kiely. Hizo su debut en octubre de 2011 y actuó en el programa dos noches a la semana. Fue un éxito de crítica y Matilda fue nominada a 10 premios Olivier.
Entre las nominaciones estaba la de Mejor Actriz en un Musical, por la que estaban nominados Demetriou, Ingram, Kiely y Cox. En la noche de premios, Matilda ganó siete de las diez nominaciones. Cox ganó el premio a la Mejor Actriz en un Musical junto con sus compañeros de reparto y actualmente tiene el récord de la ganadora más joven de un premio Olivier. Worthington Cox siguió apareciendo en Matilda hasta el 19 de agosto de 2012, y más tarde compartió el papel con Demetriou, Hayley Canham, Jade Marner e Isobelle Molloy. En mayo de 2013, Worthington Cox interpretó a Scout en una producción teatral de To Kill a Mockingbird en Regent's Park Open Air Theatre, compartiendo su papel con Lucy Hutchinson e Izzy Lee. Después de terminar Matilda, Worthington Cox filmó el papel de la joven princesa Aurora en la película Maléfica (2014). De abril a agosto de 2015, Worthington Cox interpretó el papel de Blusa Brown en una producción de Bugsy Malone en el Lyric Hammersmith. Esta fue la producción debut después de la reapertura del teatro después de un proyecto de remodelación de 16,5 millones de libras esterlinas. 
En octubre de 2015, Worthington Cox interpretó a Jess en Tomcat, una nueva obra de James Rushbrooke, en Southwark Playhouse, Londres.
En 2016, Worthington Cox recibió una nominación al Premio de Televisión de la Academia Británica por su actuación en la miniserie de Sky One The Enfield Haunting. También apareció como una de las "Estrellas del mañana" de Screen International, el escaparate anual de la revista de cine que destaca a destacados jóvenes actores del Reino Unido e Irlanda.
Desde 2018 hasta la actualidad, Worthington Cox interpreta a Cait en Britannia.

## Filmografía

### Film
| Año  | Título       | Rol                   | Notas           |
| ---- | ------------ | --------------------- | --------------- |
| 2014 | Maleficent   | Young Princess Aurora | Supporting role |
| 2018 | Action Point | Boogie                | Supporting role |
| 2019 | Gwen         | Gwen                  |                 |

### Televisión
| Año            | Título               | Rol            | Notas                                                                                 |
| -------------- | -------------------- | -------------- | ------------------------------------------------------------------------------------- |
| 2015           | Cucumber             | Molly Whitaker | 7 episodios                                                                           |
| 2015           | The Enfield Haunting | Janet Hodgson  | Rol principal Nominada – British Academy Television Award for Best Supporting Actress |
| 2015–16        | Hetty Feather        | Polly          | 11 episodios                                                                          |
| 2017- presente | Britannia            | Cait           | 3 temporadas                                                                          |

### Teatro
| Año  | Producción                                   | Rol              | Notas                                                |
| ---- | -------------------------------------------- | ---------------- | ---------------------------------------------------- |
| 2009 | Joseph and the Amazing Technicolor Dreamcoat | Chorus           | Liverpool Empire                                     |
| 2011 | Matilda the Musical                          | Matilda Wormwood | Cambridge Theatre 25 October 2011 19 August 2012     |
| 2013 | To Kill a Mockingbird                        | Scout            | Regent's Park Open Air Theatre 16 May 15 June 2013   |
| 2015 | Bugsy Malone                                 | Blousey Brown    | Lyric Hammersmith 11 April 2015 1 August 2015        |
| 2015 | Tomcat                                       | Jess             | Southwark Playhouse 28 October 2015 21 November 2015 |
| 2022 | Jerusalem (2022)                             | Phaedra Cox      | West End Jerusalem (Cast and Creative)               |

## Premios y nominaciones
| Año  | Galardón                          | Categoría                  | Trabajo              | Resultado | refs  |
| ---- | --------------------------------- | -------------------------- | -------------------- | --------- | ----- |
| 2012 | Premio Laurence Olivier           | Mejor actriz en un musical | Matilda The Musical  | Ganadora  | [ 1 ] |
| 2012 | Premio WhatsOnStage               | Mejor actriz en un musical | Matilda The Musical  | Nominada  | [ 7 ] |
| 2016 | British Academy Television Awards | Mejor actriz secundarial   | The Enfield Haunting | Nominada  |       |